# ジョフロワ (ウー伯)
ジョフロワ・ド・ブリオンヌ（フランス語：Geoffroi de Brionne, 10世紀半ば - 1015年）は、ウー伯およびブリオンヌ伯（在位：996年 - 1015年）。

## 生涯
ジョフロワはノルマンディー公リシャール1世と名前不明の愛妾との間の庶子である。ウー伯領は、異母兄リシャール2世が弟たちにも名誉と称号を与えるという方針のもと、996年にジョフロワのために創設されたアパナージュであった。ウーの要塞はノルマンディー防衛にきわめて重要な役割を果たした。ウーの城と城壁はブレル川沿いに建てられ、イギリス海峡からちょうど2マイルの距離にあった。それは長い間イギリスの乗船地点となっており、戦時にはしばしば最初に攻撃された場所の1つであった。
ブリオンヌの城は歴代ノルマンディー公の居城の一つであったためにノルマンディー公が保持していたが、リシャール2世はブリオンヌの城も異母弟のジョフロワに与えた。ジョフロワはこの城を生涯領有し息子ジルベールに継承させ、ジルベールが暗殺させた後に再びノルマンディー公のもとに戻された。
ジョフロワと息子ジルベールはどちらも、リシャール2世によって与えられたリジューの特許状で伯爵とされていたが、その称号は領土とは結び付けられていなかった。ジョフロワは1015年ごろに死去した。

## 子女
ジョフロワの妻の名は不明である。1男をもうけた。
- ジルベール（1000年頃 - 1040年） - ウー伯、ブリオンヌ伯

ジョフロワの死後、息子ジルベールがウー伯位およびブリオンヌ伯位を継承した。